# Tswana (taal)

Regionale verspreiding in Zuid-Afrika

Het Tswana (Tswana: Setswana) is een Bantoetaal, die wordt gesproken in Botswana door meer dan een miljoen en in het aangrenzende deel van Zuid-Afrika door meer dan drie miljoen Batswana. Kleinere aantal sprekers bevinden zich in Zimbabwe en in Namibië. Het is een van de twaalf officiële talen van Zuid-Afrika en een van de twee officiële talen van Botswana.
Het is naast het Afrikaans en het Engels een van de talen van de Zuid-Afrikaanse Noordwest Universiteit (Yunibesiti ya Bokone-Bophirima). Vroeger werd de taal Beetsjoeaans genoemd. Een spellingvariant van de zelfbenaming Setswana is Sechuana.
Binnen de Bantoetalen maakt het Tswana samen met het Noord-Sotho, het Zuid-Sotho en het Lozi deel uit van de Sotho-Tswanatalen.